# Úrsulo Galván (Chiapas)
Úrsulo Galván es una localidad del estado mexicano de Chiapas. Es parte del municipio de Villaflores.

## Toponimia
El nombre de la localidad rinde homenaje a Úrsulo Galván Reyes, fundador de la Liga Nacional Campesina.

## Demografía
| Gráfica de evolución demográfica |
|                                  |

| Censo | Población |
| ----- | --------- |
| 1960  | 436       |
| 1970  | 900       |
| 1980  | 795       |
| 1990  | 961       |
| 2000  | 956       |
| 2010  | 935       |
| 2020  | 1 067     |